# Ivan Jakočević
Ivan - Ivica Jakočević (Subotica, 30. svibnja 1939. – Risan, 23. kolovoza 1987.), kazališni glumac i kulturni djelatnik iz redova bačkih Hrvata. Pisao je skečeve, komedije, radijske drame i humoreske. 
Sin Lajče i Klare rođ. Stantić. U Subotici je završio osnovnu školu i gimnaziju. Radio u drvari u Subotici. Nakon odsluženja vojnog roka 1961. amaterski se bavi glumom. Pohađa tečaj glume pri subotičkom Narodnom kazalištu kod Lajče Lendvaija, Jelke i Milana Asića.
Glumio je u subotičkom kazalištu, pa Narodnom kazalištu u Leskovcu, Narodnom kazalištu u Vršcu pa opet u Subotici. 
Kao glumac igrao je sporedne uloge, a osobite je pozitivne kritike pobrao kad je glumio likove u pučkim komedijama Matije Poljakovića pisane na ikavici bunjevačkih Hrvata (Č'a Bonina razgala i druge). Jakočević je također pisao svoje vlastite kazališne komade, od kojih se ističe Albina mijana, komedija iz pučkog života bunjevačkih Hrvata. Uprizorile su je amaterske kazališne skupine (tavankutski KUD Matija Gubec, somborski Urbani Šokci) i profesionalne (Hrvatsko kazalište iz Pečuha, pod imenom Albin bircuz). Drugi poznati Jakočevićev komad je radijska komedija Kaplari i papagaji.
Bio je u uredništvu časopisa Rukovet.
Iznenada je umro na gostovanju subotičkog kazališta na festivalu Grad teatra u Budvi. 
Pokopan je na Kerskom groblju.